# Siping
Siping (kinesisk skrift: 四平; pinyin: Sìpíng; Wade-Giles: Ssù-p'íng) er en by på præfekturniveau i provinsen Jilin i den nordlige del af Kina. 
Siping har et areal på 	14,323 km², og en befolkning på 3.340.000 mennesker (2007). 

## Administrative enheder
Bypræfekturet Siping har jurisdiktion over 2 distrikter (区 qū), 2 byamter (市 shì), et amt (县 xiàn) og et autonomt amt (自治县 zìzhìxiàn). 
| Kort             | Kort                  | Kort           | Kort                   | Kort                   | Kort        | Kort      |
| ---------------- | --------------------- | -------------- | ---------------------- | ---------------------- | ----------- | --------- |
| Kort over Siping |                       |                |                        |                        |             |           |
| #                | Navn                  | Hanzi          | Pinyin                 | Befolkning (2003 est.) | Areal (km²) | Indb./km² |
| Distrikter       |                       |                |                        |                        |             |           |
| 1                | Tiexi                 | 铁西区         | Tiěxī Qū               | 250.000                | 162         | 1.543     |
| 2                | Tiedong               | 铁东区         | Tiědōng Qū             | 260.000                | 945         | 275       |
| Byamter          |                       |                |                        |                        |             |           |
| 3                | Shuangliao            | 双辽市         | Shuāngliáo Shì         | 410.000                | 3.121       | 131       |
| 4                | Gongzhuling           | 公主岭市       | Gōngzhǔlǐng Shì        | 1.040.000              | 4.027       | 258       |
| Amter            |                       |                |                        |                        |             |           |
| 5                | Lishu                 | 梨树县         | Líshù Xiàn             | 850.000                | 3.545       | 240       |
| Autonome amter   |                       |                |                        |                        |             |           |
| 5                | Yitong (For manchuer) | 伊通满族自治县 | Yītōng Mǎnzú Zìzhìxiàn | 470.000                | 2.523       | 186       |

## Trafik

### Jernbane
Siping er stoppested på jernbanelinen Jinghabanen som løber fra Beijing til Harbin via blandt andet Tianjin, Tangshan, Shenyang og Changchun. 

### Vej
Kinas rigsvej 102 løber gennem området. Den begynder i Beijing og fører gennem provinserne Hebei, Liaoning, Jilin og Heilongjiang. Den passerer byerne Qinhuangdao, Shenyang og Changchun på vejen til Harbin.
Kinas rigsvej 303 løber fra Ji'an i Jilin til Xilinhot i Indre Mongoliet.
43°09′48″N 124°22′07″Ø / 43.16333°N 124.36861°Ø